# 地球定向参数
地球定向参数（Earth Orientation Parameters，EOP）是为了描述地球自转运动规律的一组参数。由于受到日、月等天体的影响，地球自转是不规律的，存在多种短周期变化和长期变化。其中，把岁差和章动、极移、日长变化这三种变化称为地球定向参数。